# 上島雪夫
上島 雪夫（うえしま ゆきお、1961年3月26日 - ）は、日本のダンサー、振付家、演出家。

## 来歴
東京都出身。出身校は東京都立府中東高等学校。
10代の頃に出会ったストリートダンスをきっかけにダンスの世界に入り、音楽番組のバックダンサーなどをしていた。
その後、小川亜矢子や堀内完にクラシックバレエを師事し、数多くのバレエ・モダンダンス作品で主要人物の役を演じるようになる。また、劇団四季に2年ほど在籍。ウエストサイド物語やCATSといった舞台でリードダンサーを務める。
劇団四季を退団後は豊富な舞台経験を生かして、演出家・振付家としてのキャリアをスタート。宝塚歌劇団や熊川哲也の出演作品、横浜国体の開会式や東京モーターショーのイベントなどを手掛け、ジャンルを超えて活躍中である。

## 作品

### 劇団四季
- ウエストサイド物語（1985年、出演）
- CATS（1986年、出演）

### 宝塚
- バロック千一夜（1995年、振付）
- マンハッタン不夜城（1996年、振付）
- 黄色いハンカチ（1996年、振付）
- バロンの末裔（1996年、振付）
- EL DORADO（1997年、振付）
- 夜明けの天使達（1997年、振付）
- FAKE LOVE（1997年、振付）
- サザンクロスレビュー（1997年、2002年再演、振付）
- ヘミングウェイレビュー（1998年、振付）
- 凍てついた明日（1998年、振付）
- LET'S JAZZ -踊る五線譜-（1998年、振付）
- 夜明けの天使達～悲しみの旋律～（1998年、振付）
- SPEAKEASY（1998年、振付）
- ノバ・ボサ・ノバ（1999年、振付）
- Crossroad（1999年、振付）
- 螺旋のオルフェ（1999年、振付）
- ブエノスアイレスの風（1999年、振付）
- 聖者の横顔（2000年、振付）
- Love Insurance（2000年、振付）
- デパートメント・ストア（2000年、振付）
- On The 5th（2002年、振付）
- レヴュー誕生 -夢を創る仲間たち-（2003年、振付）
- ザ・クラシック－I LOVE CHOPIN－（2006年11月-2007年2月、振付）
- アリスの恋人 −Alice in Underground Wonderland−（2011年、振付）

### 東宝
- マイ・フェア・レディ（1994年、出演）
- 雨に唄えば（1996年、出演）
- サウンド・オブ・ミュージック（1998年、振付）
- 南太平洋（1999年、振付）
- シェルブールの雨傘（2000年、2003年再演、振付）
- 風と共に去りぬ（2001年、振付）
- ジキル&ハイド（2001年、2003年再演、2005年再々演、2007年ファイナル、振付）
- マイ・フェア・レディ（2002年、2003年、振付）
- ダンス・オブ・ヴァンパイア（2006年7-8月、振付）
- ウェディング・シンガー（2008年2月、振付）
- ルドルフ（2008年5月、振付）

### 他
- 麗しきモノクロの嘘（1987年、出演）
- Invitation to （1988年、出演）
- エニシング・ゴーズ（1989年、出演）
- 組曲　兵士の物語（1989年、出演）
- THE REAL ME（1989年、出演）
- アプローズ（1991年、出演）
- ミスター・アーサー（1992年、出演）
- 砂の上のサンバ（1993年、出演）
- 魔女の宅急便（1993年、出演）
- ZEAMI（1995年、出演）
- CALL ME DANCER（1995年、振付・出演）
- あらためだんす「僕であって僕でない僕」（1995年、振付・出演）
- SATIN DOLLS（1996年、振付・出演）
- Voyage（1996年、振付・出演）
- CALL ME DANCER 2（1996年、振付・出演）
- カムパネルラの光　EVOLUTION DANCE（1996年、出演）
- MASK（1997年、振付）
- STUDIO TURNS（1997年、振付）
- YOURS（1997年、振付）
- コンボイショウ「さよなら夏の日」
- 42nd STREET（1997年、1999年再演、振付）
- 学校と食卓（1998年、出演）
- Mindage（1998年、出演）
- DEPARTURE TAKE 4（1998年、振付）
- ヒロシマ レクイエム（1998年、2000年再演、振付・出演）
- ラブ チェーン（1998年、振付・出演）
- YELLOW ANGEL feat.熊川哲也（1998年、振付）
- 迷宮伝説～雨月の愛～（1998年、振付）
- シュガー（1998年、振付）
- かながわ・ゆめ国体　開会式「都会のリズム」（1998年、振付）
- THE SINGERS（1999年、2001年再演、演出・振付）
- MASK（1999年、振付）
- Eve!!（1999年、振付）
- リトル・ショップ・オブ・ホラーズ（1999年、振付）
- I do I do（1999年、振付）
- DEPARTURE TAKE 5（1999年、振付・出演）
- DEPARTURE TAKE 6（1999年、振付・出演）
- MANY MOONS AGO（1999年、振付）
- FEMALE 2（1999年、振付）
- 壁の中の妖精（1999年、振付）
- アイ・ラブ・マイ・ワイフ（1999年、振付）
- レクイエム・生きる（1999年、2002年再演、振付・出演、振付）
- 世界中がアイ・ラヴ・ユー（2000年、振付）
- ワンス・アポン・ア・マットレス（2000年、振付）
- FEMALE 3（2000年、振付）
- THE BEAT CLUB（2000年、振付）
- ハウ・トゥー・サクシード（2000年、振付）
- THE SINGERS 2（2000年、演出・振付）
- Dance Selection 2000「マイ・セカンド・ハート」（2000年、振付・出演）
- DECADANCE 2000 Crazy walts（2000年、演出・振付・出演）
- オケピ!（2000年、2003年再演、振付）
- THE SINGER 3（2001年、演出・振付）
- MANY MOON AGO 2（2001年、振付）
- リトル・ショップ・オブ・ホラーズ（2001年、演出・振付）
- ジャン・コクトー 堕天使の恋（2001年、2002年再演、振付）
- Dance Selection 2001「Double Vision」（2001年、演出・振付・出演）
- DECADANCE 2001　赤い天使（2001年、演出・振付・出演）
- MANY MOON AGO 3（2002年、振付）
- THE SINGERS 4（2002年、演出・振付）
- 魅惑のブロードウェイ リチャードロジャース生誕100周年（2002年、振付）
- Rhapsody In Dream（2002年、同年再演、演出・振付・出演）
- ユー・アー・ザ・トップ（2002年、振付）
- DEPARTURE TAKE 8（2002年、振付・出演）
- アジアン・コンテンポラリー・ダンス・ショーケース アジア舞台芸術祭2002東京　参加（2002年、振付・出演）
- DECADANCE 2002 8 1/2（2002年、演出・振付・出演）
- ダンス・アット・ザ・ギャザリングin大阪'02（2002年、振付・出演）
- THE SINGER 5（2003年、演出・振付）
- ミュージカル・テニスの王子様 1st シーズン（2003-2010年、演出・振付・出演）
- トリプルビルツアー参加 「Double Vision」（ドイツ・デンマーク他）（2003年、演出・振付・出演）
- a spring night（2003年、振付・出演）
- Rhapsody in Dream 2003（2003年、演出・振付・出演）
- ジャパニーズ・コンテンポラリー・ダンス・ショーケース参加「Double Vision」（ニューヨーク/アメリカ）（2003年、演出・振付・出演）
- DECADANCE 2003 Message in A Bottle（2003年、演出・振付・出演）
- DOKI・DOKI・Night（2004年1月、演出・振付）
- インソムニア 眠れぬひと 7つのコレクション（2004年4月、振付・演出）
- Wing!Wing!Wing!（2004年7月、振付）
- ROCK'N JAM MUSICAL（2004年10月、演出・振付）
- カメレオンマン（2004年4月演出・振付・出演）
- 盤上の敵（白バージョン）（2004年8月、振付）
- Chameleon Man ～a protective Color～ ドイツツアー（2004年10月、演出・振付・出演）
- リンダ リンダ（2004年11-12月、振付）
- Festival Internacional Teatro A Mill参加 Double Vision」（サンチャゴ/チリ）（2005年1月、演出・振付・出演）
- Vantan presents SEVENTH SKIN（2005年4月、演出・振付・出演）
- Dance at the PARKING Double Vision（2005年9月、演出・振付・出演）
- プレイバック part2 屋上の天使（2005年12月、振付）
- 真琴つばさのAnother stage#8「上島雪夫」（2005年、対談）
- ピヴォ★ガール（2005年12月-2006年1月、振付）
- 湖月わたる ダンシング・リサイタル Across（2006年4月、演出・振付・構成）
- ROCK'N JAM MUSICAL II（2006年5月、演出・振付・構成）
- PIPPIN（2007年10月、演出・振付）
- ミュージカル・テニスの王子様2ndシーズン（2011年-、スーパーバイザー）
- ニコニコミュージカル第6弾「カンタレラ」（2011年8月、演出・振付） - ロドリコ・ボルジア 役（代役）
- ニコニコミュージカル第8弾「カンタレラ2012〜裏切りの毒薬〜」（2012年3月、演出・振付）　- ロドリコ・ボルジア 役（Aキャスト）
- 虹のプレリュード（2014年10月、演出・振付）
- SAMURAI 7（2015年1月、演出・振付）
- OSK日本歌劇団「カンタレラ2016～愛と裏切りの毒薬～」（2016年1～2月、演出・振付）
- START（2024年、演出・振付・出演）[1]

## 雑記
- 振付師として東宝で仕事をするときは、演出家の山田和也と組むことが多い（「サウンド・オブ・ミュージック」・「南太平洋」・「シェルブールの雨傘」・「風と共に去りぬ」・「ジキル＆ハイド」・「ダンス・オブ・ヴァンパイア」など）
- 当時はジャズダンスをやっていた、東京大学のダンスサークル「T.U.Dancing Club WISH」にダンスを教えていたことがあり、そのサークル名の由来になっている[2]。現在、同サークルはストリートダンスが主流のため交流は途絶えている。